# Oleksandr Mel'nyk
Oleksandr Serhijovyč Mel'nyk (in ucraino Олександр Сергійович Мельник?; Kiev, 10 febbraio 2000) è un calciatore ucraino, difensore svincolato.

## Carriera

### Club
Cresciuto nel settore giovanile della Dinamo Kiev, nell'agosto 2018 è stato ceduto in prestito all'Arsenal Kiev, tuttavia il prestito è stato interrotto dopo soli 4 mesi, senza mai scendere in campo. Nel febbraio 2019 è passato in prestito all'Oleksandrija, che lo ha poi acquistato a titolo definitivo in estate. Il 16 luglio 2020 ha esordito in Prem"jer-liha nella vittoria esterna per 3-1 contro il Desna Černihiv. Nel febbraio 2023 è stato nuovamente ceduto in prestito, questa volta al Mynaj, fino al termine della stagione.

### Nazionale
Ha giocato nelle nazionali giovanili ucraine Under-16 ed Under-17.

## Statistiche

### Presenze e reti nei club
Statistiche aggiornate all'8 aprile 2023.
| Stagione            | Squadra             | Campionato          | Campionato | Campionato | Coppe nazionali | Coppe nazionali | Coppe nazionali | Coppe continentali | Coppe continentali | Coppe continentali | Altre coppe | Altre coppe | Altre coppe | Totale | Totale |
| Stagione            | Squadra             | Comp                | Pres       | Reti       | Comp            | Pres            | Reti            | Comp               | Pres               | Reti               | Comp        | Pres        | Reti        | Pres   | Reti   |
| ------------------- | ------------------- | ------------------- | ---------- | ---------- | --------------- | --------------- | --------------- | ------------------ | ------------------ | ------------------ | ----------- | ----------- | ----------- | ------ | ------ |
| feb.-giu. 2019      | Oleksandrija        | PL                  | 0          | 0          | CU              | 0               | 0               |                    | -                  | -                  |             | -           | -           | 0      | 0      |
| 2019-2020           | Oleksandrija        | PL                  | 1          | 0          | CU              | 1               | 0               | UEL                | 0                  | 0                  |             | -           | -           | 2      | 0      |
| 2020-2021           | Oleksandrija        | PL                  | 9          | 0          | CU              | 1               | 0               |                    | -                  | -                  |             | -           | -           | 10     | 0      |
| 2021-2022           | Oleksandrija        | PL                  | 5          | 0          | CU              | 2               | 0               |                    | -                  | -                  |             | -           | -           | 7      | 0      |
| 2022-feb. 2023      | Oleksandrija        | PL                  | 4          | 0          |                 | -               | -               |                    | -                  | -                  |             | -           | -           | 4      | 0      |
| Totale Oleksandrija | Totale Oleksandrija | Totale Oleksandrija | 19         | 0          |                 | 4               | 0               |                    | 0                  | 0                  |             | -           | -           | 23     | 0      |
| feb.-giu. 2023      | Mynaj               | PL                  | 6          | 0          |                 | -               | -               |                    | -                  | -                  |             | -           | -           | 6      | 0      |
| Totale carriera     | Totale carriera     | Totale carriera     | 25         | 0          |                 | 4               | 0               |                    | 0                  | 0                  |             | -           | -           | 29     | 0      |